# クロアゲハ
クロアゲハ（黒揚羽、学名Papilio protenor）は、アゲハチョウ科に分類されるチョウの一種。
成虫の前翅長は45 - 70 ミリメートルほどである。翅の表裏とも黒色で、裏面には後翅外縁に赤斑が並び、日本産のものには尾状突起がある。オスには後翅前縁に白い帯が見られる。この白い帯は時間と共に黄味をおびる。春型は夏型よりも小形で、赤斑が発達し、色もより濃い黒色をしている。4月から8月ごろまで年に2 - 4回発生する。ジャコウアゲハやオナガアゲハ、カラスアゲハなどと比べて尾状突起が短い。幼虫はナミアゲハと似ているが、緑色の部分が濃く暗めである。
台湾、中国からヒマラヤにかけて広く分布し、日本においては、ssp.demetriusが本州（主に岩手・秋田県）以南の都市近郊や山地に生息している。
幼虫の食草は、カラタチ、ユズ、サンショウ、ミヤマシキミ、ナツミカンなどの柑橘類の葉である。

## 近縁種
以下の似た種がある。
| 画像 | 和名                    | 学名                                   | 属                     | 科                          |
| ---- | ----------------------- | -------------------------------------- | ---------------------- | --------------------------- |
|      | クロアゲハ 黒揚羽       | Papilio protenor                       | アゲハチョウ属 Papilio | アゲハチョウ科 Papilionidae |
|      | オナガアゲハ 尾長揚羽   | Papilio macilentus                     | アゲハチョウ属 Papilio | アゲハチョウ科 Papilionidae |
|      | カラスアゲハ 烏揚羽     | Papilio bianor                         | アゲハチョウ属 Papilio | アゲハチョウ科 Papilionidae |
|      | ジャコウアゲハ 麝香揚羽 | Atrophaneura alcinous (Byasa alcinous) | ジャコウアゲハ属 Byasa | アゲハチョウ科 Papilionidae |